# Schizotetranychus ugarovi
Schizotetranychus ugarovi är en spindeldjursart som beskrevs av Wainstein 1960. Schizotetranychus ugarovi ingår i släktet Schizotetranychus och familjen Tetranychidae. Inga underarter finns listade i Catalogue of Life.